# Megaceraea
Megaceraea is een geslacht van vlinders van de familie spaandermotten (Blastobasidae).

## Soorten
- M. incertella Rebel, 1940
- M. oecophorella Rebel, 1940
- M. scriptella Rebel, 1940